# Salticus iteacus
Salticus iteacus là một loài nhện trong họ Salticidae.
Loài này thuộc chi Salticus. Salticus iteacus được Metzner miêu tả năm 1999.